# Marianne Davies
Marianne Davies, född 1743/44 i England, död cirka 1818, var en engelsk musiker. 
Davies var syster till sopranen Cecilia Davies och uppträdde tillsammans med henne på konserter under turnéer på både de brittiska öarna och på kontinenten. Marianne Davies uppträdde som musiker och Cecilia Davies som vokalist. Hon spelade glasharmonika, och blev år 1763 den första person som framträdde med detta musikinstrument offentligt. Hon var bekant med familjen Mozart och brevväxlade med uppfinnaren Benjamin Franklin, som bland annat hade konstruerat just glasharmonikan.